# Festival Internacional de Erotismo de Bruxelas
O Festival Internacional de Erotismo de Bruxelas (holandês: Internationaal Erotica Festival van Brussel, francês: Festival international de l'érotisme de Bruxelles) é uma mostra de comércio para a indústria europeia de entretenimento adulto realizada anualmente todo mês de fevereiro em Bruxelas, Bélgica. O evento mais importante durante o festival é o European X Awards, uma premiação para filmes da indústria pornográfica europeia. O Festival e o European X Awards é um equivalente europeu da AVN Adult Entertainment Expo e do AVN Awards nos Estados Unidos. Cada país participante (normalmente Alemanha, Itália, França e Espanha) recebe o seu próprio conjunto de prêmios, incluindo melhor filme, melhor diretor, melhor ator e melhor atriz. 
O primeiro Festival Internacional de Erotismo foi realizado em 1993, com o European X Awards sendo realizado pela primeira vez em 1995.